# 6312 Robheinlein
Robheinlein (asteroide 6312) é um asteroide da cintura principal, a 2,0296889 UA. Possui uma excentricidade de 0,0703988 e um período orbital de 1 178,38 dias (3,23 anos).
Robheinlein tem uma velocidade orbital média de 20,15702061 km/s e uma inclinação de 4,11203º.
Este asteroide foi descoberto em 14 de Setembro de 1990 por Henry Holt.